# حمى النمور
حمى النمور من قبائل ثقيف أحد المواقع الأثرية الواقعة في الطائف غرب المملكة العربية السعودية، وأحد الدروب والطرق المؤدية إلى الطائف في فترة ما قبل الإسلام حتى القرن الثالث الهجري.

## الوصف
هي أحد الأحمية الخاصة بقبيلة النمور القاطنة في الهدا ووادي المحرم٬ يقع في الحواف الشمالية الشرقية والشمالية الغربية من منطقة الهدا غرب الطائف في منطقة صخرية وعرة٬ ويدخل إليه من مدخله الجنوبي الشرقي قبيل قمة النقبة الحمراء بنحو خمسين مترًا جهة اليمين، في موضع يعرف باسم البوابة٬ عند تقاطع طريق الطائف - الهدا القديم مع السريع.
كان يمر بهذا الحمى الدرب الموصل من الطائف إلى مكة المكرمة منذ ما قبل الإسلام وخلال القرون الهجرية الثلاثة الأولى٬ إلا أن افتتاح عقبة كرا في القرن الرابع الهجري أدى إلى عدم استخدام هذا الدرب٬ بالنظر إلى قصر المسافة التي توفرها هذه العقبة٬ إذ ينزل فيها مباشرة إلى وادي نعمان ومنه إلى عرفة ومزدلفة ومنى فمكة المكرمة.

## الآثار
ثر فيه الموقع على ما يزيد على تسعين رسمًا ونقشًا صخريًا، فالرسوم الصخرية تتمثل في رسوم أبقار بالطريقة التخطيطية ذات القرون المعكوفة والمتعرجة٬ ورسوم وعول كذلك وبقرون معكوفة إلى أعلى٬ ومناظر صيد النعام٬ كما عُثر فيه على عدد من الوسوم٬ أما النقوش الكتابية٬ فقلة منها ثمودية٬ ومعظمها إسلامية تعود إلى القرون الهجرية الثلاثة الأولى٬ أما مضامين هذه النقوش فقد اشتلمت على أسماء شخصيات مرت بهذا الموقع٬ بالإضافة إلى الاقتباسات القرآنية٬ والعبارات الدعائية.